# Ratebeer
Ratebeer was een Amerikaanse website die opgericht werd door Bill Buchanan in mei 2000 als een forum voor bierliefhebbers over de gehele wereld, bedoeld om informatie en opinies over bieren uit te wisselen.
De website hield op te bestaan op 1 februari 2025.

## Geschiedenis
Ratebeer werd opgericht als een onafhankelijk forum, zonder banden met specifieke brouwerijen. In juni 2000 vervoegde de Canadese bierkenner en -schrijver Josh Oakes Ratebeer en in juni 2001 kwam Joe Tucker bij de raad van bestuur.
De grote impact op bier wereldwijd werd duidelijk toen in augustus 2006 Westvleteren 12 als beste bier ter wereld werd genomineerd. Dit werd overgenomen door de internationale media waardoor een ware stormloop op het bier (dat in beperkte mate gebrouwen wordt) ontstond.
In januari 2012 had Ratebeer 3,5 miljoen besprekingen van meer dan 140.000 bieren van 12.000 brouwers wereldwijd. Ze claimen de meest bezochte en meest accurate bierwebsite ter wereld te zijn, gebaseerd op gegevens van Alexa Internet.
In 2017 gaf Ratebeer een stukje onafhankelijkheid op: AB InBev nam toen een minderheidsparticipatie in de website via haar dochteronderneming ZX Ventures. Begin februari 2019 nam AB InBev Ratebeer volledig over. Dit leidde tot protest van heel wat brouwers die vrezen voor de onafhankelijkheid van de beoordelingen.

## Winnaars
| Jaar | Goud                                                   | Zilver                                        | Brons                                                    | Beste café                  | Opmerking                                 |
| ---- | ------------------------------------------------------ | --------------------------------------------- | -------------------------------------------------------- | --------------------------- | ----------------------------------------- |
| 2006 | Westvleteren                                           | Three Floyds Dark Lord Russian Imperial Stout | Rochefort Trappistes 10                                  |                             |                                           |
| 2007 | Westvleteren Abt 12                                    | Närke Kaggen Stormaktsporter                  | Three Floyds Dark Lord Russian Imperial Stout            |                             |                                           |
| 2008 | Three Floyds Oak Aged Dark Lord Russian Imperial Stout | Westvleteren Abt 12                           | Närke Kaggen Stormaktsporter                             |                             |                                           |
| 2009 | Närke Kaggen Stormaktsporter                           | Westvleteren Abt 12                           | Three Floyds Oak Aged Dark Lord Russian Imperial Stout   |                             |                                           |
| 2010 | Westvleteren Abt 12                                    | Närke Kaggen Stormaktsporter                  | Cigar City Bourbon Barrel Aged Hunahpu’s Imperial Stout  |                             |                                           |
| 2011 | Närke Kaggen Stormaktsporter                           | Westvleteren 12                               | Russian River Pliny the Younger                          | Kulminator Antwerpen        | Top-100 bevat 8 Belgische bieren.         |
| 2012 | Westvleteren 12                                        | Närke Kaggen Stormaktsporter                  | Goose Island Rare Bourbon County Stout                   | The Porter Beer Bar Atlanta | Top-50 bevat elf andere Belgische bieren  |
| 2013 | Westvleteren 12                                        | Rusian river Pliny the elder                  | Rusian river pliny the younger                           | Kulminator Antwerpen        | Top-50 bevat tien andere Belgische bieren |
| 2014 | Toppling Goliath Kentucky Brunch                       | Westvleteren 12                               | Cigar City Hunahpu’s Imperial Stout - Double Barrel Aged |                             | Top-100 bevat twaalf andere Belgische     |